# Ruben Brekelmans
Ruben Pieter Brekelmans (ur. 18 lipca 1986 w Leidschendam) – holenderski polityk, poseł do Tweede Kamer, od 2024 minister obrony.

## Życiorys
W wieku siedemnastu lat wstąpił do organizacji młodzieżowej JOVD, współpracującej z Partią Ludową na rzecz Wolności i Demokracji. W 2010 ukończył studia ekonomiczne na Tilburg University. Kształcił się również w London School of Economics. W 2015 na Uniwersytecie Harvarda uzyskał dyplom MPA.
Pracował jako konsultant w Boston Consulting Group, następnie od 2017 był asystentem politycznym sekretarza stanu Marka Harbersa. Od 2019 pełnił funkcję dyrektora programowego inicjatyw prowadzonych przez resorty sprawiedliwości i finansów. W 2021 z listy VVD po raz pierwszy uzyskał mandat posła do niższej izby holenderskiego parlamentu. Z powodzeniem ubiegał się o reelekcję w wyborach w 2023.
W lipcu 2024 objął urząd ministra obrony w nowo powołanym rządzie Dicka Schoofa.

## Odznaczenia
- Order „Za zasługi” III klasy (Ukraina, 2023)[6]